# 但澤自由市

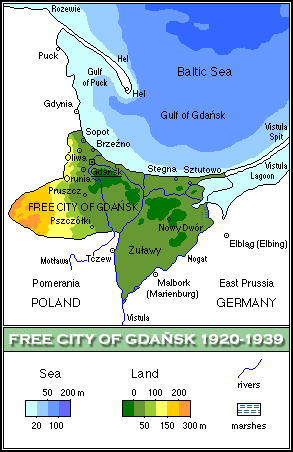
但澤自由市地圖

但泽自由市（德語：Freie Stadt Danzig）是1920年—1939年的一个自治城邦，包括波罗的海德意志港口但泽（今波兰格但斯克）及邻近地区的近200个城镇。

## 历史
但泽位於维斯瓦河的入海口。维斯瓦河流域面积194,424平方公里，占波兰国土面积的三分之二。粮食从波兰和乌克兰通过内河航运抵达但泽市，再转为海运送往荷兰等地。贸易造就了但泽的繁荣。16至17世纪，但泽成为波羅的海最富裕的港口城市，被称作“东欧的阿姆斯特丹”，许多欧洲国家也因此覬覦但澤的地理位置與財富。普鲁士、波兰、法国等都曾经控制但泽，其中以普魯士和波兰之間的争夺最为激烈。
第一次世界大战结束之后，依據巴黎和会確定的“住民自决原则”，波蘭復國。但泽雖曾为波兰领土，但经普魯士德意志百多年统治，当时的人口已变成以德意志人佔多數，故有认为应该继续由德国统治。但法国、美国、波兰强烈反对但泽并入德国，而德国和英国反对但泽并入波兰。各方为但泽的归属争执不下，最终妥协的结果是成立但泽自由市。
根据1919年《凡尔赛条约》第100条（第三部第十一节）条款，该政权于1920年11月15日建立起来。
但泽自由市包括但泽市及其附近的城镇、村庄和其他居民点，主要居民为德意志人，之前數百年屬於德國。根据条约，这一地区将同一战后的德国（魏玛共和国）及新建立的波兰第二共和国（战间波兰）保持分立，但并非一个独立国家。自由市处于国际联盟的保护之下，与波兰为关税同盟关系。
波兰拥有在但泽发展和维护交通、通讯和港务的全部权利。自由市的建立是为了使波兰能够获得一个足够规模的海港，市内大多数居民为德意志人，但亦有显著的波兰裔人口。但泽的德意志人口对于被迫同德国分隔感到相当不满，希望回归德国，而农村地区以波兰人为主，希望回归波兰。
由于波兰仍未完全控制这一港口（尤其是军事设施），1921年另一新港在格丁尼亚开始建设。
在1920年至1935年，但澤是波蘭裔和俄羅斯裔猶太人移民北美的主要出發港口之一。
1933年，自由市政府权力为名義上由当地成立的德国傀儡地纳粹党所取得。部份犹太人逃离了但泽。1939年德国佔领但澤后，纳粹废除了自由市并将其并入新建的但泽－西普鲁士帝国大区。他们将市内的波兰人和犹太人归为次等人，使其参与劳动或将其送往集中营。其中许多人被送往纳粹集中营，包括附近的施图特霍夫集中营（位于今波兰什图托沃）。
1945年初苏联红军攻占但泽，大量德国裔居民逃亡或被杀。战后许多幸存的德意志人被驱逐，波兰人开始遷入。根据《波茨坦协定》，该市併入為波兰的一部分，后被更名为格但斯克。
| 民族       | 德國人  | 德波混血 | 波蘭、卡舒比、馬祖爾人 | 俄羅斯、烏克蘭人 | 猶太人 | 未分類 | 總計    |
| ---------- | ------- | -------- | ---------------------- | ---------------- | ------ | ------ | ------- |
| 但澤本地人 | 327,827 | 1,108    | 6,788                  | 99               | 22     | 77     | 335,921 |
| 外來人     | 20,666  | 521      | 5,239                  | 2,529            | 580    | 1,274  | 30,809  |
| 總計       | 348,493 | 1,629    | 12,027                 | 2,628            | 602    | 1,351  | 366,730 |
| 佔比       | 95.03%  | 0.44%    | 3.28%                  | 0.72%            | 0.16%  | 0.37%  | 100.00% |